# Chiquitico mio
Chiquitico mio är ett studioalbum med den kubansk-svenska sångerskan Maria Llerena, utgivet på kassett 1988 på Musicant. Materialet består av barnvisor, i huvudsak av Alice Tegnér, med text på spanska av Maria Llerena.

## Låtlista
1. Be be carnerito blanco = Bä, bä, vita lamm / A. Tegnér
2. Conozco a Lotta muy bien = Känner du Lotta min vän / trad
3. Chiquitico mio = Lasse liten (Världen är så stor, så stor) / A. Tegnér
4. La ardillita = Ekorren (Ekorrn satt i granen) / A. Tegnér
5. Las ranitas = Små grodorna / trad
6. La canción de Maria = Majas visa / A. Tegnér
7. El niño Ule = Mors lilla Olle / A. Tegnér
8. Baila muñeca = Dansa min docka (Dockan) / A. Tegnér
9. Tula en casa y tula vall = Tula hem och tula vall / A. Tegnér
10. Duerme mi nenita = Videvisan / A. Tegnér
11. El gato y el rabo = Katten och svansen (Jag skall sjunga en liten stump) / A. Tegnér
12. Luciasången (Sankta Lucia = Santa Lucia) / T. Cottrau, A. Rosén
13. Tres viejos del paiz de los bizchochos = Tre pepparkaksgubbar (Vi komma, vi komma från Pepparkakeland) / A. Tegnér
14. El dulcero = Sockerbagaren ( En sockerbagare här bor i staden) / A. Tegnér
15. Ya es Navidad = Kring julgranen (Dans kring julgranen) / A. Tegnér
16. Que felicidad ya es Navidad = Nu har vi ljus här i vårt hus / A. Ölander
17. Miles de luces se encienden ya = Nu tändas tusen juleljus / E. Köhler
18. Buenas noches = Julafton (Goder afton, goder afton) / A. Tegnér, trad
19. Si que viva = Ja må han leva / H. Lindberg

## Medverkande
- Maria Llerena, sång, congas
- Ove Engström, sång, gitarr, piano, keyboard